# 제2차 세계 대전 이후 대만
제2차 세계 대전 이후 대만(중국어 간체자: 台湾战后时期, 정체자: 臺灣戰後時期, 병음: Táiwān Zhànhòu Shíqī) 혹은 중화민국 통치 시기의 대만(중국어 간체자: 中华民国領台时期, 정체자: 中華民國領臺時期)은 제2차 세계 대전 이후 중화민국 통치 시기의 대만에 대한 내용이다.
일본 제국이 제2차 세계 대전(태평양 전쟁, 중일 전쟁 등)에서 패망함에 따라 본토인 일본 열도를 제외한 모든 해외 식민지를 반납하였다. 이에 따라 일제의 첫 번째 식민지 중 하나였던 대만은 1895년부터 시작되었던 대만일치시기를 마치고 반세기 만에 중화민국으로 복귀할 수 있었고, 1945년부터 중화민국이 통치하게 되었다. 중국 대륙에서 벌어진 국공 내전으로 1949년에 장제스의 중국 국민당이 난징에 있던 중화민국 정부를 타이베이로 옮기면서 대만은 일개 변두리 섬에서 중화민국의 중심 무대로 탈바꿈하였다.

## 1945년 이전
청일 전쟁에서 패배한 청나라는 시모노세키 조약으로 인하여 일본 제국에게 만주 및 대만과 펑후 제도를 할양하였다. 일제는 타이베이시에 대만총독부를 설치하고 타이베이를 다이호쿠(일본어: 台北)로 불렀다.
한편 [대만에 있던 청나라의 관리 및 주민 일부가 시모노세키 조약에 반발했고, 이들은 자체적으로 대만민주국의 수립을 선포했다. 그러나 일본 제국의 군대가 재빠르게 대만민주국 세력을 정벌하면서 멸망하였다. 이후에도 현지 주민에 의한 저항 운동이 일어났으나, 1915년 다마이 사태 이후에는 무장 투쟁이 중단되었다.
그 다음부터 대만총독부가 일제 강점기 조선에서도 시행되었던 바 있는 “황민화” 정책을 추진하였다.

## 1945년 이후

### 2·28 사태
제2차 세계 대전의 패배로 대만은 펑후 제도와 함께 50년 만에 일본 제국의 식민 지배에서 벗어나 중국에 복귀하였다. 그러나 대만을 통치하게 된 중화민국의 관료들은 상당히 부패하여 민생을 돌보지 않았다. 더구나 정부에서는 본성인을 관직에 등용하지 않고 차별하였다. 본성인들은 이러한 차별대우와 고압적인 관료들의 태도에 분개하여 2·28 사태를 일으켰다. 타이베이시 의회는 곧 협상에 들어갔으나 국공 내전에서 중국 국민당의 패색이 짙어져 중화민국 국군이 대거 대만으로 들어오기 시작하자 정부는 입장을 바꾸어 무력으로 진압했다. 이렇게 이 사태는 진압되었고 장제스의 중화민국 정부는 중국 공산당과의 내전중인 상황을 구실로 계엄을 해제하지 않았다.

### 타이베이 천도
중화민국은 제2차 세계 대전 연합국의 하나로 미국, 영국, 자유 프랑스, 소비에트 연방과 함께 승전국이 되었다. 하지만 중국 공산당과의 무리한 내전으로 인해 민중의 지지 기반 상실, 악성 인플레이션 등 여러 악재가 겹쳐져 매우 불리한 상황에 처했다. 결국 1949년 10월에는 중국 공산당에 의해 중화인민공화국이 선포되어 중국 대륙에서의 중화민국의 통치는 사실상 막을 내렸다. 한편 중국 국민당의 장제스를 필두로 대만으로 피난하여 그해 12월에 난징에 있던 정부를 타이베이로 옮겼다. 이후에도 줄곧 외성인과 본성인 간의 다툼이 있었다.
대만 이주 당시 또 다른 갈래는 대한민국의 인천이나, 일본의 나가사키 등에 정착하는 경우로 분류되었다.

## 타이베이 천도 이후

### 중화민국재대만(中華民國在台灣) 시대
중국 대륙을 통치하던 중화민국의 중심 무대는 이제 대륙이 아닌 대만으로 바뀌었다. 국공 내전에서 “공산비적”으로 깔보았던 중국 공산당에게 철저히 패배한 중국 국민당은 본토 수복의 꿈을 포기하지 않았다. 하지만 1955년에 다천 섬 철수 이후부터 대륙 수복의 꿈은 점차 좌절되기 시작했고, 1958년 중화인민공화국의 중국 인민해방군이 중화민국이 통치하는 진마 지구에 무차별 폭격을 가하면서 대만 해협은 초긴장의 상황에 빠지기도 하였다. 이후로도 대만 해협은 계속적인 전운의 긴장감이 감돌았다.
1971년 10월 24일에 유엔 총회 결의 제2758호에 따라 중화인민공화국이 유엔에서 새로운 중국 대표로 승인된 뒤 중화민국은 유엔 내 중국 대표로서의 권리와 의석을 모두 잃게 되었고, 1979년에는 최대 우방국이었던 미국과 단교하였다. 1978년에는 장제스의 아들 장징궈가 총통이 되어 중화민국의 국제적 고립을 피하기 위해 노력했다. 1988년에는 최초의 대만 출신 총통인 리덩후이가 집권하여 대만 내 민주화의 기틀을 다졌다. 이 때 리덩후이는 "양국론"을 주장하여 중화인민공화국이 반발하였다. 2000년에는 민주진보당의 천수이볜이 중화민국 사상 최초로 야당 출신의 총통으로 집권하게 되었다. 천수이볜은 적극적인 대만 독립을 주장하고 "일변일국론"을 내세우며 대만 공화국으로의 정명을 위한 여러 조치가 이루어져 중화인민공화국이 반발하였다. 2008년부터 2016년까지 중국 국민당의 마잉주가, 2016년부터 차이잉원이 최초의 여성 총통이 되어 오늘에 이르고 있다.

## 같이 보기
- 대만의 역사
- 중화민국
- 하나의 중국
- 장제스
- 유엔 총회 결의 제2758호
- 중화민국의 대외 관계